# Casius Chiyanika
Casius Chiyanika (ur. 1 marca 1984) − zambijski bokser, olimpijczyk.

## Kariera amatorska
W marcu 2006 był uczestnikiem igrzysk Wspólnoty Narodów w Melbourne. Pierwszym rywalem Zambijczyka był Simanga Shiba. Chiyanika przegrał ten pojedynek na punkty (16:32), odpadając z dalszej rywalizacji. W 2008 reprezentował Zambię na igrzyskach olimpijskich w Pekinie. Przegrał tam swoją pierwszą walkę z Vincenzo Picardim.